# Saint-Étienne de Metz

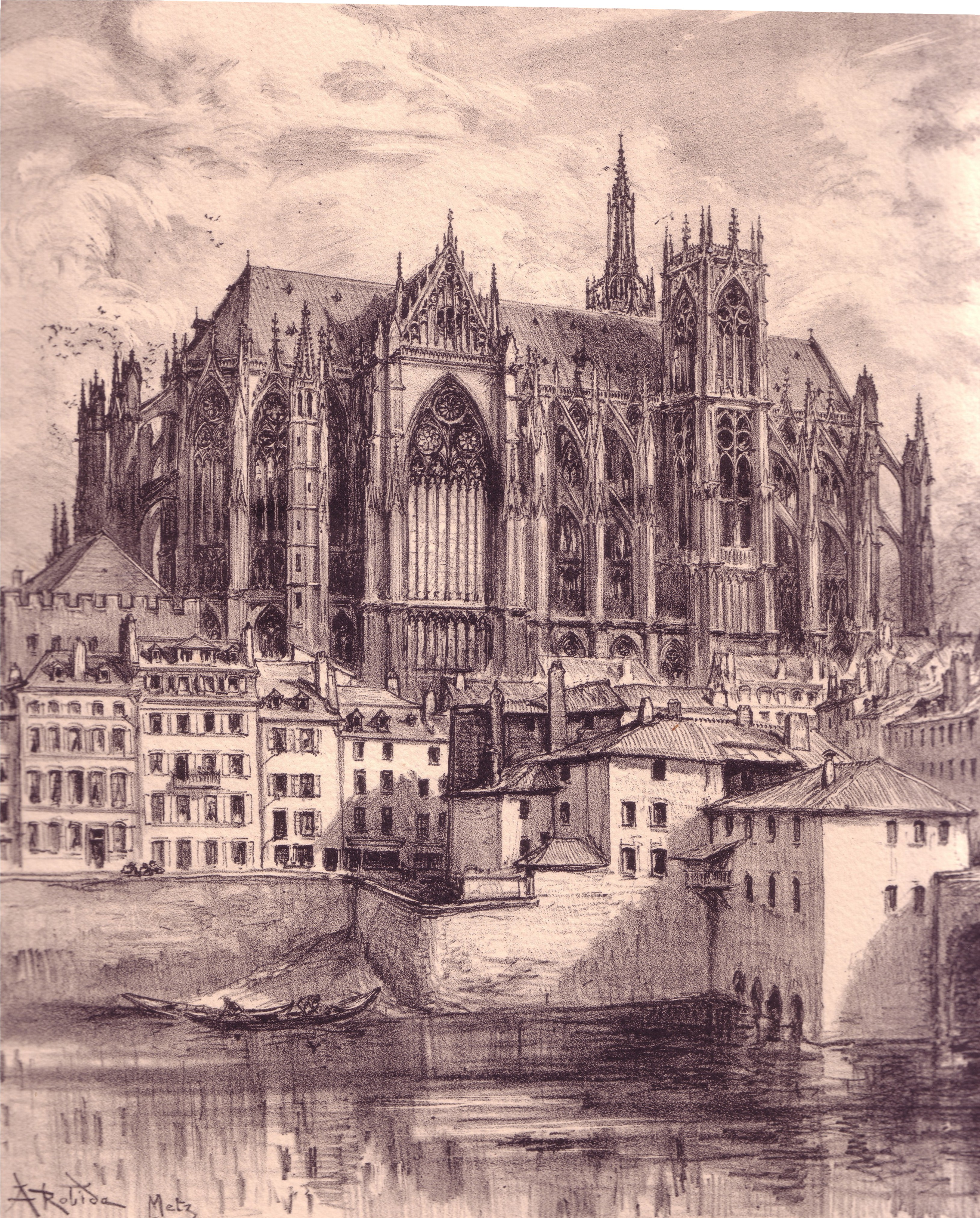
Teckning av Sankt Stefan av Metz, tecknad år 1905 av Albert Robida.

Katedralen Sankt Stefan av Metz (franskt namn: Cathédrale Saint Étienne de Metz), även benämnd Metz katedral, är en historisk romersk-katolsk katedral i Metz, huvudstad i regionen Lorraine i Frankrike.  Saint-Étienne de Metz är domkyrka för Metz romersk-katolska stift och säte för biskopen av Metz
Metz är känt som biskopsstift sedan år 535 (lista över Metz biskopar), men biskopar är omnämnda ända från Sankt Clement av Metz, biskop omkring 280–300. En av de mest kända biskoparna i stiftet var Arnulf av Metz (614–629).
Metz nuvarande katedral grundlades år 1220 ovanpå en tidigare kyrka. Bygget var färdigt omkring 1520 och den nya katedralen invigdes den 11 april 1552.
Katedralen är känd för att ha ett av de högsta valven i världen; de är 41,4 meter höga.